# Uhliská
Uhliská (ungarisch Bakaszenes, älter Uhliszka) ist eine Gemeinde im Westen der Slowakei mit 186 Einwohnern (Stand 31. Dezember 2024), die zum Okres Levice, einem Teil des Nitriansky kraj, gehört.

## Geographie

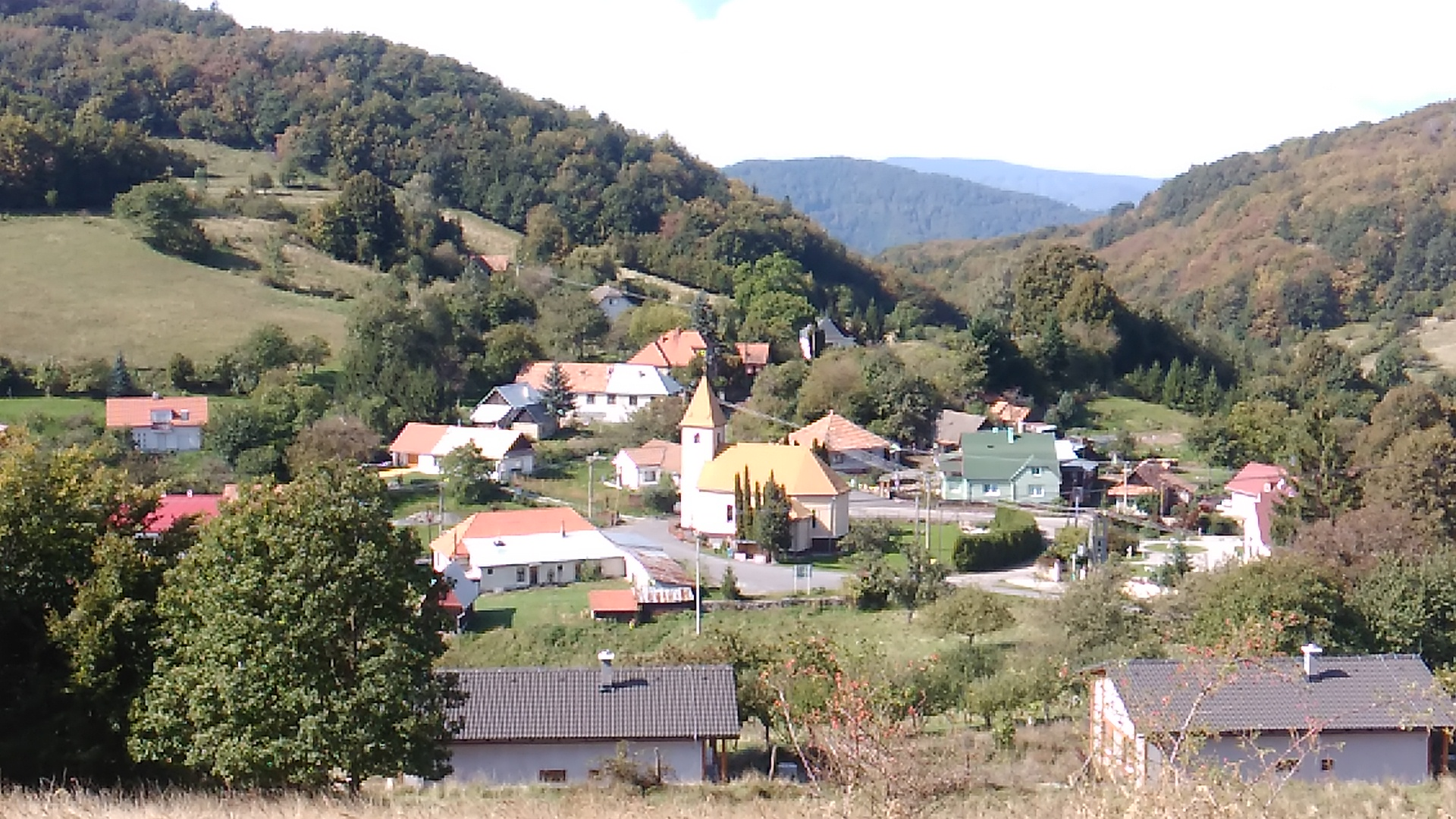
Blick auf Uhliská

Die Gemeinde befindet sich im südwestlichen Teil der Schemnitzer Berge. Das Ortszentrum liegt auf einer Höhe von 610 m n.m. und ist 20 Kilometer von Banská Štiavnica sowie 28 Kilometer von Levice entfernt.
Unweit des Ortes, im Tal des Baches Rudniansky potok, befindet sich ein vier Meter hoher Wasserfall namens Uhliský vodopád.
Nachbargemeinden sind Voznica im Norden, Vysoká im Nordosten, Dekýš im Osten, Bohunice und Pukanec im Süden sowie Brehy und Rudno nad Hronom im Westen.

## Geschichte

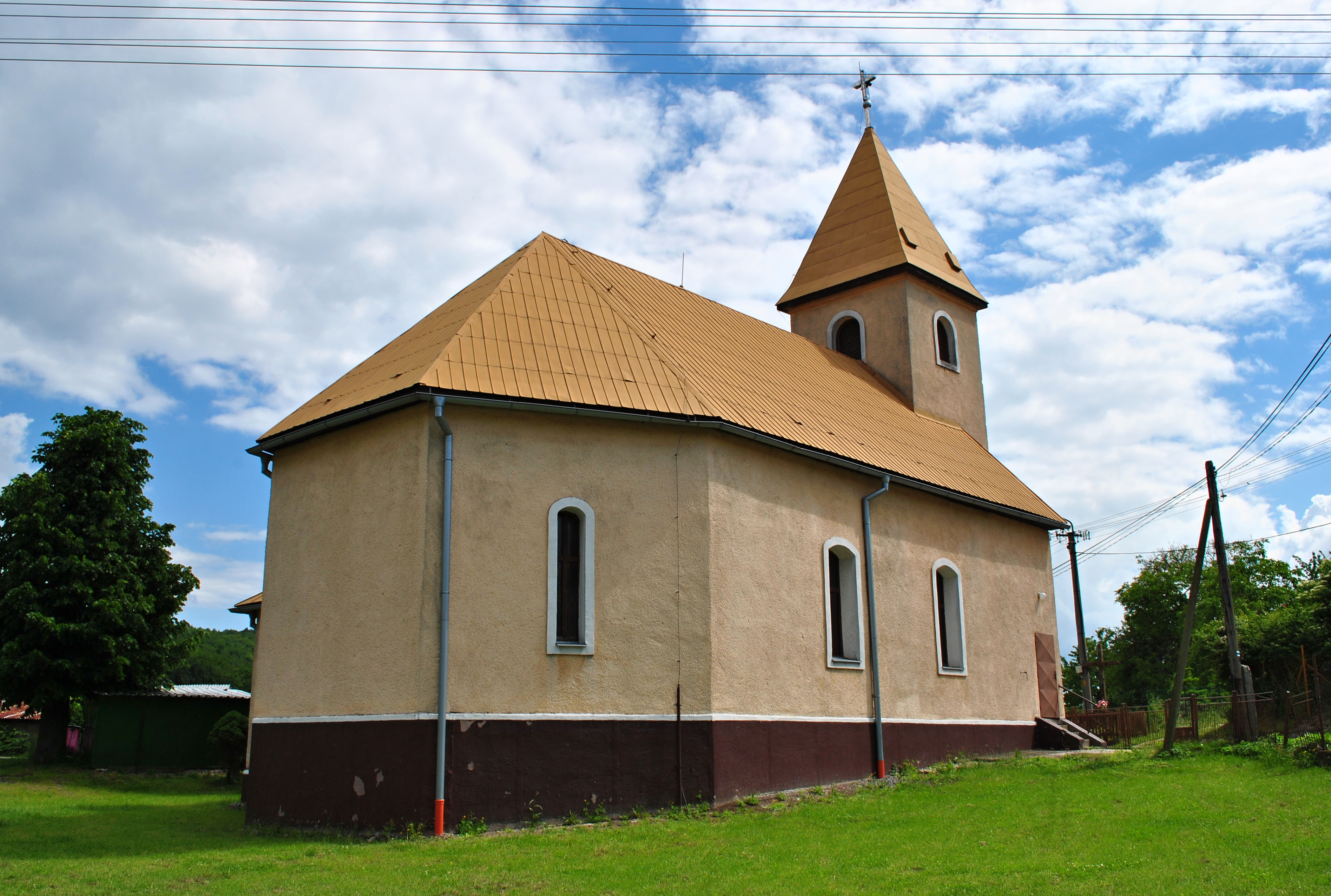
Michaelskirche

Die heutige Siedlung wurde zum ersten Mal 1554 schriftlich erwähnt und war Teil der Bergbaustadt Pukanz. Die Einwohner waren als Köhler beschäftigt und lieferten Holzkohle für die Burg Lewenz im 16. Jahrhundert.
Bis 1918 gehörte der im Komitat Hont liegende Ort zum Königreich Ungarn und kam danach zur Tschechoslowakei beziehungsweise heute Slowakei. In der ersten tschechoslowakischen Republik waren die Einwohner als Waldarbeiter, Weber und Hersteller von Holzzeugen beschäftigt.
Die heutige Gemeinde entstand im Jahr 1952 durch Ausgliederung aus der Gemeinde Pukanec.

## Bevölkerung
| Jahr                | 1994 | 2004    | 2014     | 2024    |
| ------------------- | ---- | ------- | -------- | ------- |
| Anzahl der Personen | 247  | 223     | 182      | 186     |
| Unterschied         |      | −9,71 % | −18,38 % | +2,19 % |

| Jahr                | 2023 | 2024    |
| ------------------- | ---- | ------- |
| Anzahl der Personen | 197  | 186     |
| Unterschied         |      | −5,58 % |

Nach der Volkszählung 2011 wohnten in Uhliská 202 Einwohner, davon 185 Slowaken sowie jeweils ein Magyare, Russe und Tscheche. Ein Einwohner gab eine andere Ethnie an und 13 Einwohner machten keine Angabe zur Ethnie.
171 Einwohner bekannten sich zur römisch-katholischen Kirche, jeweils zwei Einwohner zur Evangelischen Kirche A. B., zur griechisch-katholischen Kirche und zur tschechoslowakischen hussitischen Kirche sowie ein Einwohner zur orthodoxen Kirche; zwei Einwohner bekannten sich zu einer anderen Konfession. 12 Einwohner waren konfessionslos und bei zehn Einwohnern wurde die Konfession nicht ermittelt.

## Bauwerke
- römisch-katholische Michaelskirche im neoklassizistischen Stil aus dem Jahr 1897